# 聖母子と天使 (ボッティチェッリ、ボストン)

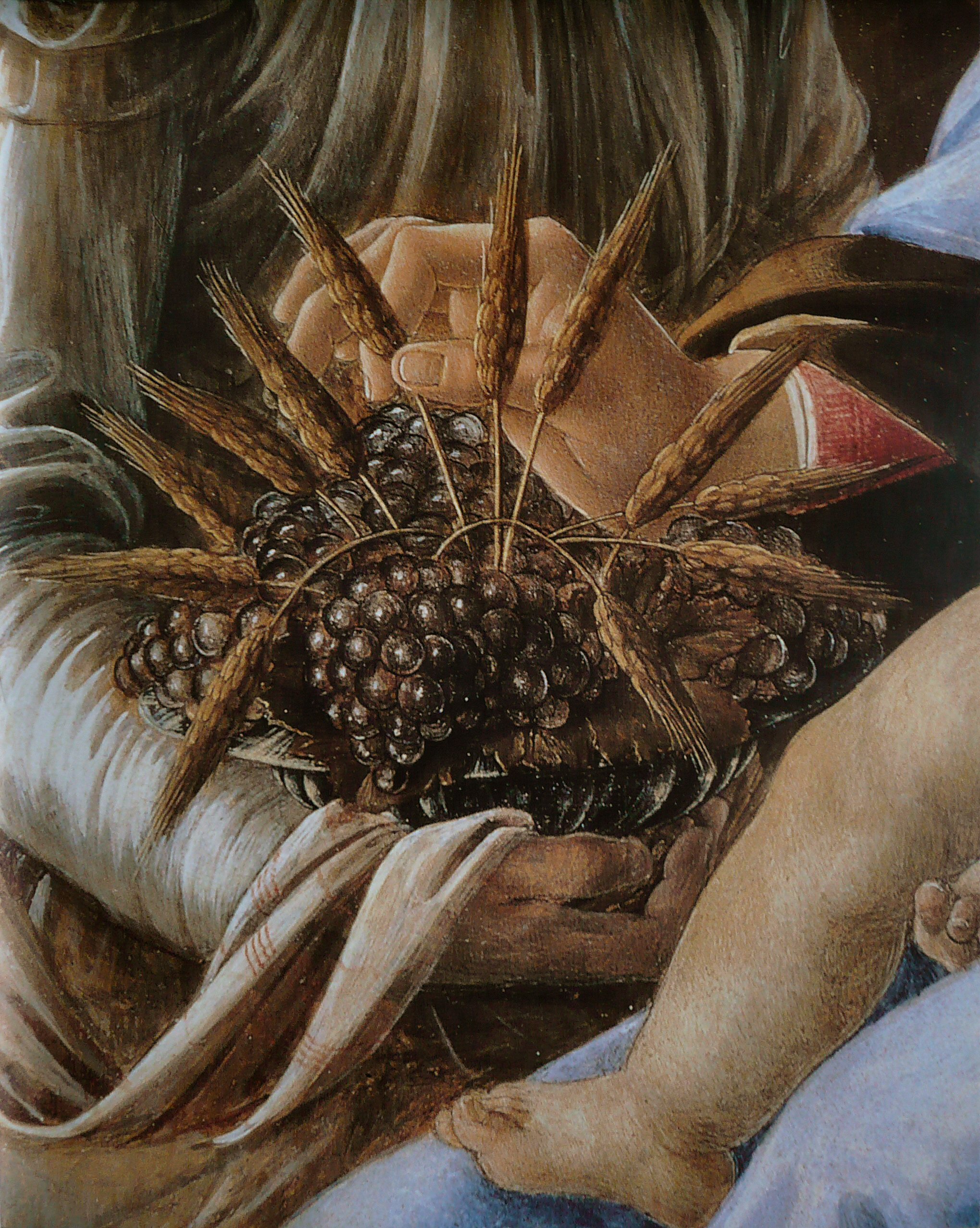
部分

『聖母子と天使』（せいぼしとてんし、英：Madonna and Child with an Angel）、または『聖体の聖母』（せいたいのせいぼ、伊：Madonna dell'Eucarestia ）は、1470年頃に制作された、サンドロ・ボッティチェッリによる板上のテンペラ画である。1899年にキージ家の王子から取得され、現在、マサチューセッツ州、ボストンにあるイザベラ・スチュワート・ガードナー美術館に所蔵されている。1465年から1470年に制作されたボッティチェッリによる一連の聖母子像の一つである。ウフィツィ美術館が保有する1465年頃のフィリッポ・リッピの『聖母子と二人の天使』の影響を示している。
聖母マリアは、赤子のイエス・キリストを膝に抱き、4分の3の正面向きで表されている。ギンバイカの冠をかぶった笑顔の天使が、12個の小麦とブドウの穂が入ったボウルを差し出している。幼子イエスは祝祷のポーズで手を挙げ、マリアはトウモロコシのうちの一本を握っている。
場面は、マリアの処女性を象徴する壁に囲まれた庭園、または閉ざされた園 (hortus conclusus) に設定されており、壁の開口部からは丘と川の風景が見える。小麦とブドウは聖体のパンとワインを象徴しており、受肉したイエスの身体と血を象徴している。トウモロコシの数は、おそらく最後の晩餐の使徒の数を表している。
キージ王子は、1899年にイザベラ・スチュワート・ガードナーに最初、30,000ドルで本作の売却を申し出た。イザベラは当初は非難したが、購入が決定したときの価格は70,000ドルであった。イタリアでは売却は物議を醸した。売却は違法であるとの報道がなされ、キージ王子は罰金を科された。絵画は、ボストンに輸送される前にロンドンのコルナギで展示された。

## 以下も参照のこと
美術館のウェブサイト:https://www.gardnermuseum.org/experience/collection/12419?filter=artist%3A3161